# منطقه گوروکا
منطقه گوروکا یکی از منطقه های استان ارتفاعات شرقی واقع در کشور پاپوآ گینه نو می باشد. مرکز این منطقه گوروکا است. این منطقه خود از دو فرمانداری محلی تشکیل می گردد که هر فرمانداری به منظور سهولت در امر آمارگیری خود به چند بخش تقسیم می شود. مزدم منطقه به زبان دانو تکلم می کنند.

## تقسیمات
این منطقه دارای ۲ فرمانداری محلی است که اسامی آن ها به شرح زیر است:
- فرمانداری محلی روستایی گوروکا
- فرمانداری محلی شهری گوروکا